# نهر سسكويهانا

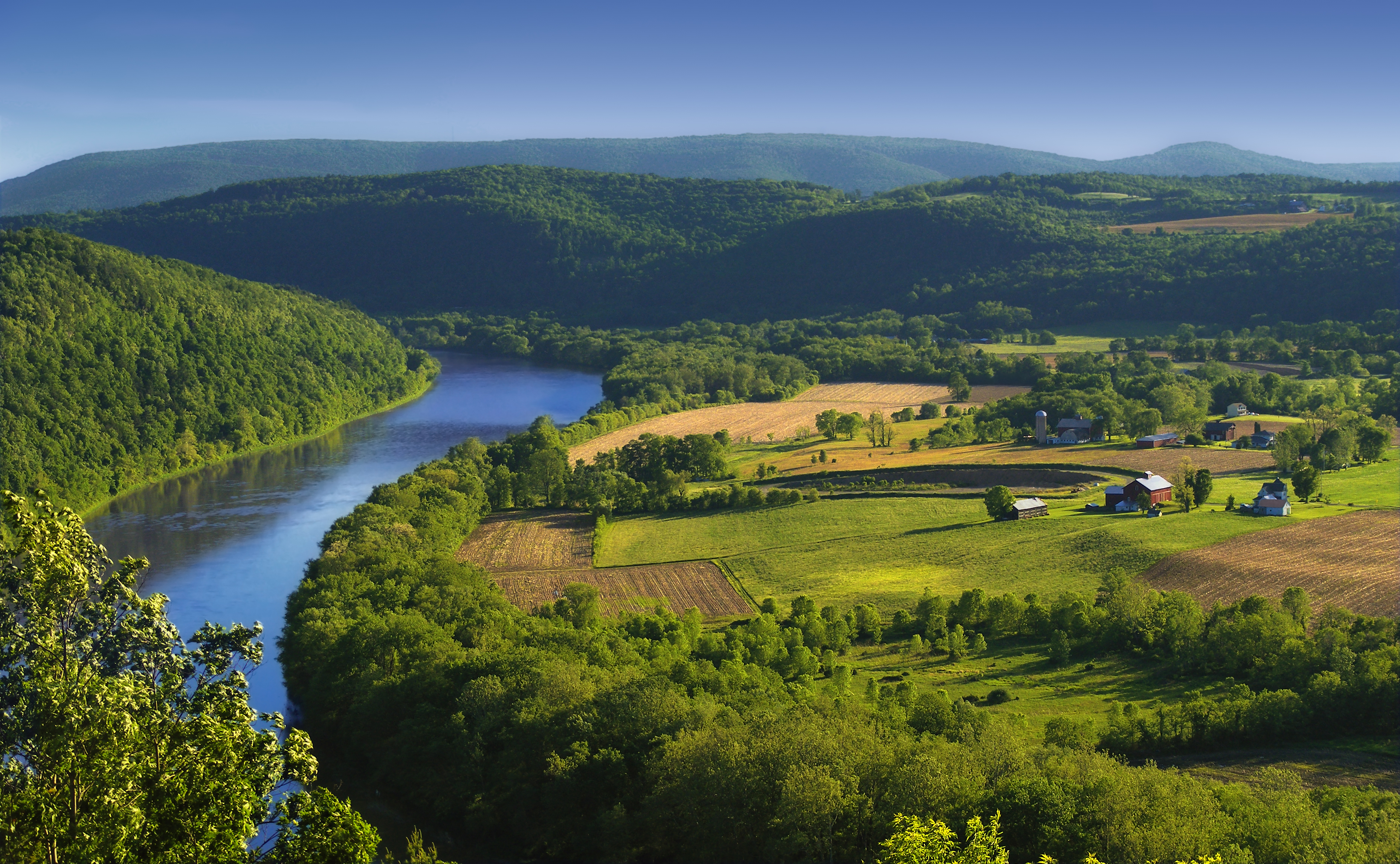
صورة لنهر سسكويهانا

نهر سسكويهانا (بالإنجليزية: Susquehanna River)‏ هو نهر يقع في شمال شرق الولايات المتحدة. على بعد 464 ميلا (747 كم)، هو أطول نهر على الساحل الشرقي الأمريكي الذي يصب في المحيط الأطلسي. مع مستجمعات المياه، فإنه من أكبر 16 نهر في الولايات المتحدة، وأطول نهر في الولايات المتحدة القارية دون حركة القوارب التجارية، أدخلت تحسينات الملاحة لتعزيز النهر لشحن البضائع بالنقل المائي على قناة بنسلفانيا؛ أدت المنافسة من أسرع وسائل النقل عبر إنشاء السكك الحديدية في الحد من الصيانة على النهر.

## أعلام
- جون غاردنر